# Salima (Distrikt)
Der Salima-Distrikt ist einer von insgesamt 32 Distrikten in Malawi. Er liegt in der Central Region und ist nach seiner größten Stadt Salima benannt. In dem 2.151 km² großen Gebiet wohnen 506.655 Menschen. Aufgrund sein seiner Lage direkt am Malawisee und Nähe zur Hauptstadt Lilongwe ist das Distrikt sowohl für den Tourismus, als auch für den Fischfang ein wichtiger Standort für das südostafrikanische Land.

## Bevölkerung
Rund um den Malawisee wohnen vor allem viele Menschen des muslimischgeprägten Yao Stamms. Umso weiter es ins Landesinnere geht, desto größer wird der Anteil der Chewa, Ngoni und anderer christlichgeprägter Stämme.
| Jahr | Einwohnerzahl |
| ---- | ------------- |
| 1977 | 132300        |
| 1987 | 189200        |
| 1998 | 248200        |
| 2008 | 337900        |
| 2018 | 478300        |

## Sport
Mit dem Malawian Forced College FC spielt ein Team aus dem Salima-Distrikt in Malawis ersten Fußballliga Super League of Malawi.